# Матвеевка (Алтайский край)
Матвеевка — село в Солонешенском районе Алтайского края. Входит в состав Тумановского сельсовета.

## География
Расположено на берегах реки Быстрой. Абсолютная высота — 587 метров над уровнем моря.

## История
Основано в 1870 году. В 1926 году в деревне Матвеевка имелось 123 хозяйства и проживало 706 человек (361 мужчина и 345 женщин). В национальном составе населения того периода преобладали русские. Действовала школа I ступени. В административном отношении являлось центром Матвеевского сельсовета Солонешенского района Бийского округа Сибирского края.

## Население
| 1926 | 1997 | 1998 | 1999 | 2000 | 2002 |
| ---- | ---- | ---- | ---- | ---- | ---- |
| 706  | ↘91  | ↗93  | →93  | ↘92  | ↗95  |
| 2003 | 2004 | 2005 | 2006 | 2007 | 2008 |
| ↘93  | ↘87  | ↘84  | ↘83  | ↘72  | ↘58  |
| 2009 | 2010 | 2011 | 2012 | 2013 |      |
| ↗68  | ↗74  | ↘73  | →73  | ↗75  |      |

Национальный состав
Согласно результатам переписи 2002 года, в национальной структуре населения русские составляли 93 %.